# Physoschistura
Physoschistura este un gen de pești care aparține familiei Nemacheilidae, descris în 1982 de Petre Mihai Bănărescu și Teodor T. Nalbant. Speciile acestui gen sunt răspândite în principal în Asia de Sud-Est.

## Specii
Sunt recunoscute 12 specii care aparțin acestui gen:
- Physoschistura brunneana (Annandale, 1918)
- Physoschistura chhimtuipuiensis Lalramliana, Lalhlimpuia, Solo & Vanramliana, 2016[3]
- Physoschistura chindwinensis Lokeshwor & Vishwanath, 2012[4]
- Physoschistura chulabhornae Suvarnaraksha, 2013[5]
- Physoschistura dikrongensis Lokeshwor & Vishwanath, 2012[6]
- Physoschistura elongata N. Sen & Nalbant, 1982
- Physoschistura pseudobrunneana Kottelat, 1990
- Physoschistura raoi (Hora, 1929)
- Physoschistura rivulicola (Hora, 1929)
- Physoschistura shanensis (Hora, 1929)
- Physoschistura tigrinum Lokeshwor & Vishwanath, 2012[7]
- Physoschistura tuivaiensis Lokeshwor, Vishwanath & Shanta, 2012[8]